# 피부 T세포 림프종
피부 T세포 림프종(Cutaneous T-cell lymphoma, CTCL)은 비호지킨 림프종의 일종으로, 면역계에 발생하는 암의 일종이다. 대부분의 비호지킨 림프종(일반적으로 B 세포 관련)과 달리 CTCL은 T 세포의 돌연변이로 인해 발생한다. 신체의 암성 T 세포는 처음에 피부로 이동하여 다양한 병변이 나타난다. 이러한 병변은 질병이 진행됨에 따라 모양이 바뀌는데, 일반적으로 매우 가려울 수 있는 발진으로 시작하여 신체의 다른 부위로 퍼지기 전에 결국 플라크와 종양을 형성한다.

## 징후 및 증상
증상은 이것이 유일한 유형은 아니지만 가장 흔한 균상식육종인지 세자리증후군인지에 따라 다르다. 앞서 언급한 유형의 증상으로는 림프절 비대, 간 및 비장 비대, 비특이성 피부염 등이 있다.